# アール・エス・シー
株式会社アール・エス・シー（英: JAPAN RELIANCE SERVICE CORPORATION）は、東京都豊島区東池袋に本社を置く警備、ビルメンテナンスなどのサービス業を中心に行う企業である。警備業界で数少ない上場企業でもある。

## 沿革
- 1971年9月 - 東京都港区に総合ビル管理株式会社(資本金200万円)を設立。
- 1995年10月 - 商号を株式会社アール・エス・シーに変更。
- 1997年1月 - 株式を店頭公開（現在のジャスダック）。
- 2022年4月1日 - 東京証券取引所の市場区分の見直しにより、東証スタンダード市場に移行。